# Esporte na Albânia
O Esporte na Albânia tem um proeminente papel na sociedade albanesa.
Os esportes populares na Albânia são: futebol, halterofilismo e lutas.